# Aleksandar Stalijski
Aleksandar Stalijski (bulgarisch Александър Сталийски; * 4. August 1925 in Sofia; † 19. Januar 2004 ebenda) war ein bulgarischer Politiker. Er war von Mai bis November 1992 als Nachfolger von Dimitar Ludschew Verteidigungsminister von Bulgarien unter Ministerpräsident Filip Dimitrow. Sein Nachfolger wurde Walentin Aleksandrow. Stalijskis Vater, Aleksandar, war zwischen 12. Juni und 2. September 1944 Justizminister in der Regierung von Iwan Bagrjanow, Doktor des Verfassungsrechts der Universität Würzburg (1923) und Mitglieder in verschiedene faschistische Organisationen der mit der Kommunistische Machtergreifung in Bulgarien im Züge des Zweiten Weltkrieges ermordet wurde.